# Suorsapakka
Suorsapakka este o arie protejată (arie specială de conservare — SAC, sit de importanță comunitară — SCI) din Suedia întinsă pe o suprafață de 360,1 ha, integral pe uscat.

## Localizare
Centrul sitului Suorsapakka este situat la coordonatele 67°08′56″N 22°57′15″E / 67.1488°N 22.9543°E.

## Înființare
Situl Suorsapakka a fost declarat sit de importanță comunitară în decembrie 1995 pentru a proteja 2 specii de plante și 1 specie de animale. Situl a fost protejat și ca arie specială de conservare în martie 2011.

## Biodiversitate
Situată în ecoregiunea boreală, aria protejată conține 8 habitate naturale: Mlaștini alcaline, Păduri caducifoliate de mlaștină fino-scandinave, Mlaștini turboase de tranziție și turbării mișcătoare, Izvoare fino-scandinave și mlaștini produse de izvoare bogate în minerale, Mlaștini împădurite, Cursuri de apă de la nivel de câmpie la nivel montan, cu vegetație Ranunculion fluitantis și Callitricho-Batrachion, Taiga vestică, Turbării Aapa.
La baza desemnării sitului se află mai multe specii protejate:
- plante (2): Ranunculus lapponicus, ochii-șoricelului (Saxifraga hirculus)
- mamifere (1): râs eurasiatic (Lynx lynx)